# Lepipolys perscripta
Lepipolys perscripta là một loài bướm đêm trong họ Noctuidae.